# Baselios Mar Thoma Paulose II
Baselios Mar Thoma Paulose II (ur. jako Paul Kollannur 30 sierpnia 1946 w Mangad, zm. 11 lipca 2021 w Parumala) – indyjski duchowny, głowa Malankarskiego Kościoła Ortodoksyjnego, w latach 2010–2021 Katolikos Wschodu i metropolita Malankary. Sakrę otrzymał 15 maja 1985 roku. 1 sierpnia został biskupem Kunnamkulam. 1 listopada 2010 r. ogłoszony został Katolikosem Wschodu i metropolitą Malankary stając na czele Kościoła. W 2013 r. udał się z pielgrzymką do Watykanu gdzie spotkał się z papieżem Franciszkiem.